# Héctor Faúndez
Héctor Rodrigo Faúndez Parra (Chillán, Chile, 1960 - Damasco, Siria, 3 de marzo de 2007) fue un diplomático chileno. Se desempeñaba como cónsul y primer secretario de la embajada de Chile en Siria cuando fue asesinado.

## Formación académica
Su familia se mudó a Santiago, donde estudió en el Instituto Nacional. Fue a estudiar a Estados Unidos gracias al organismo Youth For Understanding, y una segunda vez con una beca de la Turner High School de Kansas. En 1978 se hizo miembro de la National Honor Society.
Estudió ingeniería comercial en la Universidad de Chile, para luego ingresar a la Academia Diplomática de Chile en 1980.

## Servicio diplomático
Faúndez trabajó durante 27 años en el servicio exterior de Chile. En ese periodo fue designado dos veces a Siria, y cumplió funciones también en Túnez, Honduras, Nicaragua, Alemania y Kenia. En Santiago trabajó en el Ministerio de Relaciones Exteriores, en las Direcciones de Medio Oriente, Planificación Consular, Europa y África y Medio Oriente.
Dominaba los idiomas inglés, francés, alemán y árabe. Era especialista en el conflicto árabe-israelí.

## Homicidio
El cadáver de Héctor Faúndez, estrangulado y con señas de haber sido golpeado, fue encontrado el 26 de marzo de 2007 en su departamento del barrio Malki de Damasco. El chofer de la embajada chilena, que fue quien lo encontró, había sido enviado por el embajador Ricardo Fiegelist, alertado por la inasistencia de Faúndez a su trabajo.
El 3 de abril, la policía siria arrestó a quien sería el autor confeso del crimen, indicándose que el móvil pudo no haber sido delictual. Se identificó a dos cómplices suyos, ambos prófugos.
Los restos del diplomático chileno arribaron a Chile el 4 de abril de 2007, con varios días de retraso debido a un feriado religioso en Siria. Ese mismo día fue sepultado.

## Vida personal
Su padre fue José Hugo Faúndez. Estuvo casado con la ciudadana alemana Sylvia Borcherding.